# Daniel Nadaud
Pour les articles homonymes, voir Nadaud.
Daniel Nadaud est un plasticien français né le 6 décembre 1942 à Paris.

## Biographie
Daniel Nadaud commence son itinéraire artistique par la peinture et présente pour la première fois des gouaches en 1974 à la galerie Lucien Durand à Paris où il exposera sept fois en quatorze ans.
La fréquentation régulière d'architectes de 1978 à 1988 lui fait prendre une distance par rapport aux travaux d'ateliers.
En 1983, il décide de ne plus peindre pour construire dans l'espace avec des matériaux issus de ses cueillettes dans les rues, les puces, les champs.
En 1985, il publie son premier livre lié à sa pratique de la lithographie, d'autres suivront.
Il devient enseignant en 1989 à l'école régionale des Beaux-Arts de Nantes.

« Nadaud a une prédilection pour les objets quotidiens qui ont perdu leur valeur d'usage : les outils, le matériel agricole, les instruments de mesures, les ornements… Il les exhume et les met en scène lors d'expositions lestées de leur pure pesanteur ou dans un jeu d'association… Toute l'œuvre de Nadaud tient à cette intimité vécue, rêvée et brocanteuse avec les choses, au compagnonnage discret des souvenirs avec celles-ci. »

— Benoit Decron, conservateur en chef du musée de l'Abbaye Sainte-Croix, Les Sables-d'Olonne

## Expositions (sélection)

### Expositions personnelles
- 1975-1977-1980-1982-1983-1986-1987 & 1989 : Paris, galerie Lucien Durand
- 1988 : Besançon, centre d'arts contemporains : « Eloge du précaire & autres blasons »
- 1990 : Musée de Laval, Chapelle St Julien
- 1991 : Boutures, galerie Fanny Guillon Laffailles, Paris ; Le Salon d'Art et de coiffure, Bruxelles
- 1992 : L'eau régale, Musée Arabia, Helsinki; galerie Epreuve d'artiste, Lille.
- 1992 : Lille, galerie épreuve d'artiste : « la manufacture DN, fascicule 1 »
- 1994 : Musée des Beaux-Arts, Mulhouse ; l'entrave, galerie Méteo ; Paris
- 1994 : Paris, galerie Météo : « L'entrave »
- 1995 : galerie Epreuve d'artiste, Lille
- 1996 : Centre d'Art contemporain du Luxembourg et "le 19" centre d'art, Montbéliard
- 1996 : Lille, galerie épreuve d'artiste : « la manufacture DN, fascicule 2 »
- 1997 : Espace J. Gonzalez, Arcueil
- 1999 : chapelle du Genêteil, Château Gontier; galerie Corinne Caminade, Paris
- 2000 : le Salon d'Art et de coiffure, Bruxelles
- 2001 : Hangar avec Jean-Loup Trassard Ed. Le doigt dans l'œil/jusqu'au coude. 15 exemplaires numérotés
- 2001 : Aubusson, ENAD-Limoges-Aubusson : « Filature »
- 2002 : Lille, galerie épreuve d'artiste : «Suite pour trois berceuses»
- 2003 : Laval, SCOMAM : « La Gricole & sa suite »
- 2003 : Châteauroux, galerie du collège Marcel Duchamp : « Attention fragile »
- 2005 : Pontmain, centre d'art contemporain : « Blanche, la Gricole »
- 2006 : Les Sables-d'Olonne, musée de l'Abbaye sainte-Croix : « Diable ! »
- 2007 : Bruxelles, galerie le salon d'art : « Tintinnabuler »
- 2007 : Lille, galerie frontières : « Fil rouge »
- 2007 : Château de Champlitte, musée A. & F. Demard & le 19 : «Un délicat désastre»
- 2007 : Château d'olonne, Abbaye saint-Jean de l'Orbestier : «Partition fantôme»
- 2008 : Angers, artothèque : « La bataille des champs »

### Exposition collectives
- 1976 : Paris, musée d'art moderne de la ville de Paris, ARC « Boîtes »
- 1980 : XIIIe Biennale d'Alexandrie
- 1983 : Paris, musée de l'Assistance publique
- 1984 : Paris, musée des arts décoratifs « Sur invitation »
- 1985 : Paris, musée du Luxembourg « le style & le chaos »
- 1988 : Prague, galerie Nationale, « Présence de l'art contemporain français »
- 1990 : Salzbourg, galerie académia « XX century, sculptures from Arp to Zadkine
- 1992 : Paris, centre georges Pompidou « objets d'artistes »
- 1993 : Paris, galerie Claude Samuel « manufacture DNSTP »
- 1994 : Paris, musée de la poste « plis d'excellence »
- 1996 : Bibliothèque nationale « en filigrane »
- 1997 : Strasbourg, CEAAC, « frac Alsace, cinq ans d'acquisition »
- 1999 : Paris, musée des arts décoratifs, Craft-Limoges «Itébos »
- 2000 : La Courneuve, Art grandeur nature
- 2003 : Paris, Espace Electra, voyages d'artistes, Algérie 03
- 2004 : Limoges, musée Adrien Dubouché, Craft 10 ans « L'angélus silencieux »
- 2005 : Musée de flandre à Noordpeene « Partition noire-blanche livrée aux vents »
- 2006 : Milan, galleria Blanchaert, les éditions du craft-Limoges
- 2008 : Cassel, musée de flandre, « Les balles perdues » (suite de dessins et album)

## Collections publiques
- Fonds national d'art contemporain, Paris
- Musée de Grenoble
- Craft-Limoges
- FRAC Alsace, Sélestat
- Société des amis du musée national d'art moderne Georges Pompidou, Paris
- Bibliothèque nationale de France, Paris
- Conseil général de Seine-Saint-Denis
- École régionale des beaux-arts de Rouen
- Bibliothèques de l'abbé Grégoire à Blois, bibliothèque de Bourges, de Limoges et de Laval
- Musée des beaux-arts de Mons, Belgique
- Musée de l'Abbaye Sainte-Croix, les Sables-d'Olonne
- Artothèques d'Angers, d'Auxerre et de Nantes
- Centre du livre d'artiste, Saint-Yrieix-la-Perche

## Réalisations dans le cadre d'édifices publics (sélection)
- 1978 : Marne-la-Vallée, Noisiel : C.E.S. du Luzard, cinq peintures sur béton spécialement coffré (arch. J. Bernard et F. Soler)
- 1981 : Marne-la-Vallée, groupe scolaire d'Emerainville / céramiques, objets métalliques peints et signalétique (arch. J. Bernard et F. Soler)
- 1983 : Mée-sur-Seine, groupe scolaire Jean-Racine / sol : motif carrelé de 100 m 2 et wagons suspendus en métal, éclairés par des tubes néon (arch. J.Y. Hellier)
- 1983 : Villejuif, hôpital Paul-Brousse : service du Pr Bismuth / plafond de la salle de transfert et traitement du couloir desservant le bloc opératoire.
- 1986 : Sevran, C.E.S. G. Brassens / jeu de l'oie développé sur 36 m (arch. J. Bernard)
- 1987 : Évry ville nouvelle, chaufferie urbaine / peinture de la cheminée (54 m)
- 1993 : Rosny-sous-Bois, Centre National d'Informations Routières / objets, peintures, miroirs (arch. Delecourt)

## Publications

### Livres (sélection)
- 1985 : « L'armoire de bibliothèque » texte d'Alain Nadaud / Grande Nature
- 1986 : « L'allure mentale » texte de Bernard Noël / Hôtel continental
- 1987 : D'un jour à l'autre texte de Michel Butor / Hôtel continental
- 1989 : « Babil » texte de Frédéric Valabrègue / Voix Richard Meier
- 1989 : « Description sans domicile » poèmes de Wallace Stevens / Ed. Unes, Le Muy
- 1990 : « Ligature » Daniel Nadaud & Jean Loup Trassard / Hôtel continental
- 1992 : « Catalogue des armes et instruments de la manufacture D.N. » fascicule 1 textes de Gilbert Lascault / E.A. 13 / Alain Buyse, Lille
- 1993 : « L'âme-lame » objet-lithographié / Le petit jaunais, Nantes
- 1994 : « Feuilles trouvées dans une boîte à outils » textes de Georges Coppel / L'œil du griffon, Paris
- 1994 : « Deux sans barreur » textes de Jacques Delval / Le doigt dans l'œil
- 1994 : « Doble siesta » texte bilingue de Luis Pérez Oramas / Sixtus, Limoges
- 1995 : « Catalogue des armes et instruments de la manufacture D.N. » fascicule 2 textes de Gilbert Lascault / E.A. 17 /Alain Buyse, Lille
- 1995 : « Le passant de l'Athos » texte de Bernard Noël / La pierre d'Alun, Bruxelles
- 1996 : « La Gricole » texte de Pierre Giquel / Sixtus, Limoges et Centre d'art contemporain du Luxembourg Belge
- 1997 : « La Gricole et les siens » texte de Luis Perez-Oramas / Sixtus, Limoges
- 1998 : « Liquider » texte de Bernard Lamarche-Vadel / Sixtus, Limoges
- 1998 : « Eh Oui » textes de Pierre Giquel / Le doigt dans l'œil
- 1998 : « La bataille des champs » Cahier 1 / Le doigt dans l'œil
- 1999 : « Nuit d'été » texte de Bernard Lamarche-Vadel / Le doigt dans l'œil
- 2001 : « HANGAR » texte et trois photographies originales de Jean Loup Trassard / Le doigt dans l'œil
- 2001 : « Embarras / Débarras » textes et lithographies de D. Nadaud / ENAD - Limoges - Aubusson & Le Doigt Dans l'Œil
- 2001 : « A table » textes de Jean Follain / Fata Morgana
- 2002 : « Gilbert lascault & Daniel nadaud sonnent chez Alain Buyse » / E.A. 22 / Alain Buyse, Lille
- 2003 : « La petite âme » texte de Bernard Noël / Fata Morgana,
- 2004 : « Partitions » à propos d'installations sonores en cours / Le Doigt Dans l'Œil Jusqu'au Coude
- 2004-2005 : « Oubliées » suite de cinq lithos / Le Doigt Dans l'Œil Jusqu'au Coude
- 2006 : « Zoolâtries » huit sérigraphies / E.A. 24 / Alain Buyse, Lille
- 2007 : « Délicat désastre » textes de bernard Noël & d. Nadaud / éd. Le 19
- 2013 : « Père-Noël se coupe la barbe », album jeunesse, texte et dessins de Daniel Nadeau, Éditions de la Différence.
- 2014 : « Alimentation générale », tirage de tête, texte de Daniel Biga, Éditions Unes

### Albums à colorier
- 2005 : « Prinz-métal-colors » ed. musée de Flandre
- 2006 : « Diable ! » ed. musée de l'Abbaye Sainte-Croix, les Sables-d'Olonne & Diabase
- 2007 : « Langue de bœuf » ed. musée A. & F. Demard, arts populaires, château de Champlitte
- 2008 : « Les balles perdues » ed. musée de Flandre